# Metafiktion
Metafiktion er betegnelsen for den type af skønlitteratur, film og drama, som selv gør opmærksom på, at det, der fortælles, ikke er virkeligt, men netop noget digtet, noget man forestiller sig. Det fiktive i kunstværket bliver ikke skjult, men påvises og diskuteres i kunstværket selv. Metafiktion er således en undersøgelse af forholdet mellem digt og virkelighed.
Et eksempel på metafiktion er filmen Fight Club fra 1999, som er baseret på Chuck Palahniuks roman af samme navn og instrueret af David Fincher. Hovedpersonens alterego, Tyler Durden, arbejder som tekniker i en biograf, hvor han ulovligt klipper frames af kønsdele ind i filmrullerne mens han ryger, så der også kommer huller efter cigarettens glød i kanten af billedet. Lige før rulleteksterne er der således klippet et frame med mandlige kønsdele ind i filmen, og undervejs ses brændemærker i kanten af de enkelte frames. Der skabes hermed tvivl hos tilskueren om, hvorvidt det er Tyler, der har redigeret filmen (og om han derfor eksisterer i virkeligheden), og ved at gøre opmærksom på, at det er en film, har værket hermed peget på sig selv som fiktion.